# 闖入者出擊
《闖入者出擊》（英語：Flight of the Intruder），美國暢銷軍事小說作家史蒂芬·庫恩斯於1986年出版的首部作品，以越南戰爭時期的美國海軍飛行員為背景。本書並由派拉蒙電影公司在1991年發行同名電影，中文片名或譯《捍衛入侵者》。
史蒂芬·庫恩斯帶領讀者從航空母艦的飛行甲板上，A-6闖入者式攻擊機彈射升入海面的夜空，在高射砲曳光彈及地對空飛彈的火網間穿梭。風馳電掣的飛行及空戰場面令人身歷其境。航空母艦上海軍官兵的工作及生活、以及越戰時期香港、菲律賓蘇比克灣海軍基地、丘比岬海軍航空基地等地的景況亦如實呈現。
作者塑造各個鮮明的小說人物形象，也以幽默生動的筆法，描寫年輕飛官活潑嬉鬧的一面，展現他們的青春洋溢、飛行的愛好，以及生命危如晨露、對受到戰火蹂躪百姓的負疚，作為克服強大精神壓力的紓解方式。共患難戰友間的友情與義氣更是感人肺腑。

## 小說主要情節
1972年，北越東京灣海域的夏洛號航空母艦。傑克·格拉夫頓上尉是美國海軍航空隊艦載機中隊的飛行員。傑克曾是天真無邪的飛行愛好者，如今他對於高層出於政治因素考慮，決定一些毫無價值的攻擊目標，使官兵犧牲的毫無價值，也讓百姓飽受戰火蹂躪而感到內疚與憤懣不平。
在一次駕駛A-6闖入者式攻擊機轟炸一處「可疑的卡車停車場」行動中，與傑克搭檔的轟炸領航員麥克弗森中流彈身亡。所謂可疑的卡車停車場，只是一片沒有人煙的樹林。傑克希望他與他的戰友如果最終不免一死，也該死於有價值的目標；更應該直接給予北越最高領導人迎頭痛擊，而不是南北越百姓無辜遭殃，對當權者不痛不癢。一個不尋常的秘密突襲計畫開始在他腦海中逐漸醞釀。
夏洛號停靠菲律賓丘比岬海軍航空站碼頭時，官兵上岸休假。傑克在奧隆阿波市市區鬧了事，與同伴出手「教訓」一名穿著便服、正在虐待動物的美國水兵，隨後引起一場打群架。在被朋友拉去香港暫避風頭期間，傑克認識了在美國領事館工作的女友卡莉。
剛調任來的領航員（Bombardier/Navigator，B/N）維吉爾·科爾上尉是傑克的新搭檔。維吉爾的個性內斂嚴肅、不苟言笑，是3次飛行優異十字勳章及其他近10種勳獎章得主，曾任領航員教官。在與傑克駕駛A-6A、A-6B、KA-6D攻擊北越、寮國的飛彈基地、發電廠、機場、以及空中加油等任務後。藝高膽大的維吉爾早已得到「老虎」的稱號。
傑克的秘密突襲行動需要領航員的鼎力相助。沒想到老虎科爾不但與他有相同的看法，還出面找來了中隊空中作業情報官斯泰格爾，提供他們地對空飛彈作戰分布圖、空中偵查照片作參考。斯泰格爾認為自己從事安全的幕後工作、沒有像飛行員及領航員一樣站到第一線戰鬥，總是感到過意不去。因此他這次決定跟著傑克與老虎一起鋌而走險。
傑克與老虎在一次攻擊北江發電廠任務完成之後，秘密突襲越共重要人物出沒最多的河內人民議會大廈，卻因導航/攻擊電腦臨時故障而功虧一簣。目標建築體局部毀損，但沒有傷及敵人及百姓性命。回程時他們先後被2個飛彈追擊，傑克一一躲閃過去，其中一個飛彈在駕駛艙外側爆炸，部分震碎的艙蓋玻璃扎傷傑克的大腿。平和鎮靜的維吉爾，鼓勵逐漸緊張失常的傑克恢復穩定。
他們曾受飛彈追擊的情況，很快被中隊長坎帕瑞利中校知悉──傑克腿被扎傷、機身受損、反射雷達波擾敵的干擾絲被用完。然而據坎帕瑞利了解，北江發電廠附近是貧瘠落後的地區，該發電廠已閒置多時（又是一個毫無價值的冒標），沒想到防範仍如此周密。因此坎帕瑞利很重視此一情報，加意吩咐斯泰格爾要紀錄起來。
但是斯泰格爾出於良知與責任，寧可冒著他們3人上軍事法庭的風險，也不在火力分布圖及情報報告上作假，以免之後其他領航員在制訂航線時，為避開虛構的防空火力點，反而飛到真正的飛彈基地附近。坎帕瑞利在查看北江附近的火力分布圖和戰鬥序列圖時，果然發現上面沒有紀錄向傑克開火的飛彈基地（傑克與老虎是秘密飛往河內並遭追擊）。在質問過斯泰格爾之後，他們攻擊未經批准的目標就此曝光，連坎帕瑞利也大受牽累而無法庇護他們。

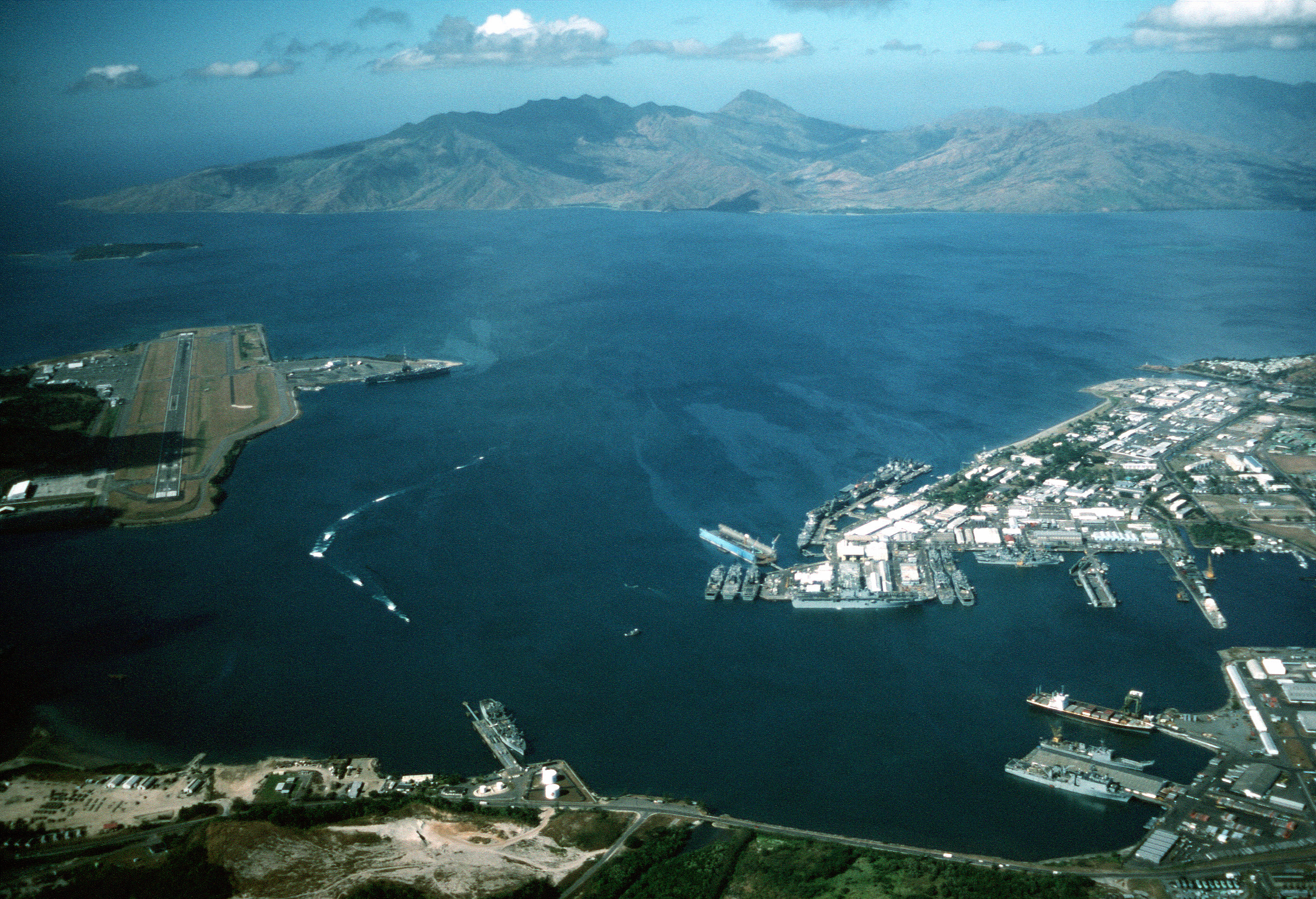
蘇比克灣海軍基地（右）、丘比岬海軍航空站（左）。

坎帕瑞利中校將斯泰格爾禁閉、命傑克與老虎回丘比岬靜候處分。維吉爾鼓勵傑克再與卡莉連絡相聚，卡莉在了解傑克的處境之後，仍舊理解並關懷他。回艦之後，他們出席聽證會，由五角大廈趕來調查的科普蘭上校主持。維吉爾·科爾始終保持冰冷的鎮定；傑克·格拉夫頓鼓起勇氣，侃侃陳言鬱積在他心中的所有想法。
幸運的是，美國政府正好在此刻改變政策，決定採取更強硬的態度，對越共的重要據點發動攻勢，以將北越趕回談判桌上。政策的轉變剛好替3名青年軍官解了圍，加上海軍考慮最近其社會觀感，格拉夫頓、科爾、斯泰格爾免除了軍法審判並恢復職務。「主謀」傑克也只被中隊長申斥一頓、禁假一次了事。傑克決定如果能在下次的任務中生還，就要向卡莉求婚。
傑克和老虎駕駛A-6前往河內北側壓制敵方飛彈──剛好就是他們曾去過的地方。老虎與傑克雖然最後成功達成任務，但他們的飛機也被高射砲擊中，兩人被迫在敵境棄機跳傘。他們降落在一片叢林中，傑克從掛住他的樹上爬下來、受到多處輕傷，他找到不幸摔在岩石上、身受重傷的老虎。維吉爾的脊骨摔斷了，但脊髓尚未受損，因此傑克不敢擅自移動老虎，以免造成他終身殘廢。
兩人從無線電清楚聽到，一名他們認識的空軍飛行員艾倫，為了營救他們，自己反而罹難；也聽到越共大舉搜捕他們的警告。無法動彈的老虎堅持要傑克獨自逃生，傑克雖然悲傷、慌張與害怕，可是他一生之中，卡莉對他不離不棄；在以前的幾次飛行，曾經出於意外或他自己操控失誤、與機毀人亡擦身而過的時候，麥克弗森及科爾都沒有拋下他先自行跳傘；現在又是艾倫為他們而送命。傑克決定寧死也不離開老虎，他埋伏在科爾附近，與發現並想要加害科爾的3名北越兵展開槍戰，並擊倒了敵人。
此時空軍B-52同溫層堡壘轟炸機已經接手對北越展開攻勢。在空軍A-1天襲者式攻擊機的火力掩護下，空軍HH-3快樂綠巨人式直升機最後將老虎和帶了槍傷的傑克順利救出。一向目光銳利冷峻的維吉爾·科爾，終於因為他與傑克·格拉夫頓雖然從不言宣、其實肝膽相照的友誼而感動落淚。

## 評價
- 《紐約時報》排行榜暢銷書，精裝本28週上榜。
- 湯姆·克蘭西：「非比尋常！沒有一本書像這部小說一樣揭露出海軍飛行員的世界，一旦開卷便不忍釋手。」
- 《聖地牙哥聯盟報》：「這是一本扣人心弦的小說，描寫出空戰中令人矛盾的恐懼與美感。」

## 出版資料

### 台灣版
闖入者出擊
譯者：俊偉
頁數：454頁
出版社：星光出版社
出版日期：1993年7月
ISBN 957-677-102-1

## 飛機

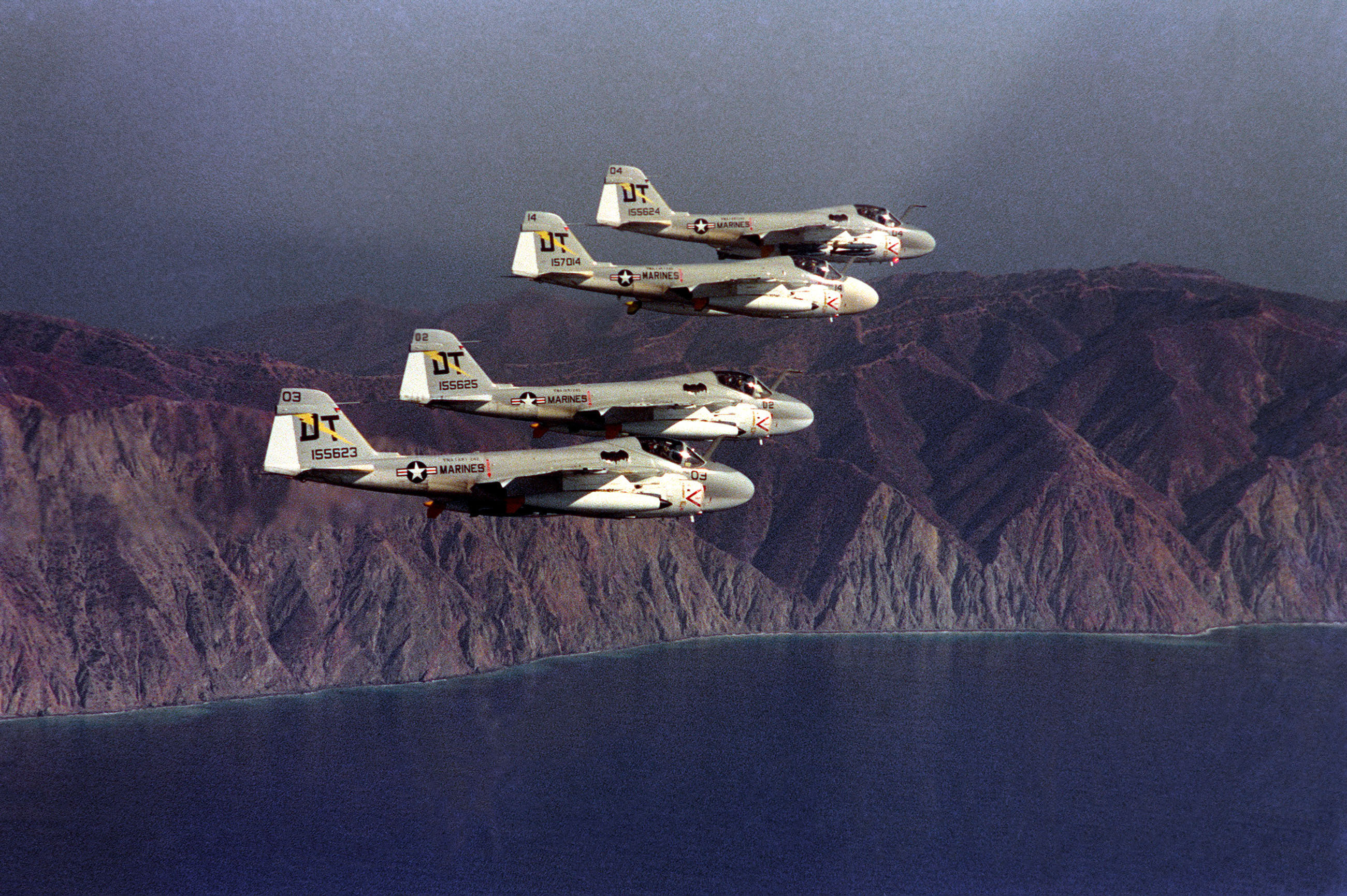
A-6A闖入者式攻擊機，1975年。

- A-6闖入者式攻擊機
  - A-6A攻擊機
  - A-6B攻擊機
  - KA-6D空中加油機
  - EA-6A徘徊者式電子反制機
- F-4幽靈戰鬥機
- A-7海盜二式攻擊機
- B-52同溫層堡壘轟炸機
- E-2A鷹眼式空中預警機
  - C-2灰狗式運輸機
- RA-5C民團式偵察機
- 米格-17戰鬥機
- 米格-21戰鬥機
- A-1天襲者式攻擊機
- HH-3快樂綠巨人式直升機（英语：Sikorsky S-61R）

## 電影

### 原著小說與電影的差異
電影將原著小說的情節做了不少改動。坎帕瑞利中校在影片出現的次數遠較小說中為多，他成為與科爾、格拉夫頓並列的三位主角，在電影後半段他也與科爾及格拉夫頓一起前往壓制飛彈的任務。
其他出場人物的身分有多處改變及合併。小說人物中，綽號「大盜」的領航員在影片中是飛行員；綽號「大奧吉」的領航員是黑人，電影中他是白人，坎帕瑞利中校卻成了黑人；綽號「刀片」的領航員，為了彌補禿頭而特意留鬍子，影片中沒有這個特徵；中隊作戰官「牛仔」·帕克少校，在影片中成了副中隊長。
領航員維吉爾·「老虎」·科爾，是原著小說作者在外貌、個性、神態上著墨最多的人物。原著中的維吉爾·科爾，外形高大英挺，有一雙銳利冷漠的藍眼睛。個性上他不輕易表露情感，其實外冷內熱。這些突出的特質也並未出現在電影中。小說與電影中的維吉爾，相貌個性均差距甚大。書中他的軍銜是上尉，在影片是少校。電影劇情高潮中，科爾不幸陣亡；在小說中，他與格拉夫頓最後平安脫險。
格拉夫頓與老虎科爾秘密轟炸的目標，在原著中是河內人民議會大廈，他們因為任務電腦突然出問題而功敗垂成；電影改成突襲河內的地對空飛彈儲備，他們達成計畫。
格拉夫頓與科爾在原著中沒有受軍法審判；在影片中，軍事法庭審理到一半，因為有緊急需要他們的既定任務而中斷。電影中演出軍事審判主席科普蘭上校的是有演員經驗的田納西州參議員弗雷德·湯普森；在小說中，科普蘭上校僅主持一場聽證會。
原著小說中虛構的航空母艦名叫「夏洛號」（Shiloh）；電影改成真實在越戰中服役的獨立號航空母艦 (CV-62)，並且實地取景拍攝。獨立號航空母艦已於1998年除役；蘇比克灣海軍基地、丘比岬海軍航空站在1991年、影片上映的同年裁撤。

### 電影配樂
原著小說設定年代為1972年。影片中介紹多首1950年代及1960年代經典的流行音樂，因此頗受好評。電影中的科爾與格拉夫頓，於他們的秘密突襲行動成功返航時，齊唱1964年的經典歌曲《鬧區》。

## 外部連結
- 史蒂芬·庫恩斯官方網站 （页面存档备份，存于）
- 普立茲克軍事圖書館專訪 （页面存档备份，存于）
- 網路電影資料庫的電影回顧 （页面存档备份，存于）
- 紐約時報的電影概述 （页面存档备份，存于）